# Paraclara magnifica
Paraclara magnifica là một loài ruồi trong họ Tachinidae.